# Großer Hornkopf
Großer Hornkopf är en bergstopp i Österrike. Den ligger i distriktet Spittal an der Drau och förbundslandet Kärnten, i den centrala delen av landet. Toppen på Großer Hornkopf är 3 251 meter över havet, eller 529 meter över den omgivande terrängen.
Den högsta punkten i närheten är Grossglockner, 3 798 meter över havet, 13,4 km nordväst om Großer Hornkopf.
Trakten runt Großer Hornkopf består i huvudsak av kala bergstoppar och isformationer.